# カモメ
カモメ（鴎、Larus canus）は、鳥綱チドリ目カモメ科カモメ属に分類される鳥類。

## 分布
夏季にユーラシア大陸北部やカナダ西部、アラスカ州などで繁殖し、冬季になるとアフリカ大陸北部やヨーロッパ、ペルシャ湾沿岸部、アメリカ合衆国西部、中華人民共和国東部などへ南下し越冬する。日本では主に亜種カモメが冬季に越冬のため飛来（冬鳥）するが、亜種コカモメが飛来した例もある。

## 形態
全長40 - 46センチメートル。翼開張110 - 125センチメートル。頭部や体下面の羽衣は白い。背中や翼上面は青灰色の羽毛で被われる。尾羽の色彩も白い。初列風切の色彩は黒く、先端に白い斑紋が入る。
嘴は小型で細い。後肢は細い。嘴や後肢の色彩は灰黄緑色や黄色で、嘴先端に不明瞭な黒い斑紋が入る個体もいる。
幼鳥は全身が灰褐色の羽毛で被われ、肩を被う羽毛や翼上面の外縁（羽縁）が淡褐色。和名は幼鳥の斑紋が籠の目（かごめ→カモメ）のように見える事が由来とされる。尾羽の先端が黒い。嘴は黒い。後肢の色彩は淡ピンク色。
夏季は頭部から頸部にかけて斑紋が無く（夏羽）、冬季は頭部から頸部にかけて淡褐色の斑点が入る（冬羽）。

## 分類
以下の亜種の分類・分布（繁殖地）は、IOC World Bird List(v 10.2)に従う。和名は日本鳥類目録 改訂第7版に従う。
Larus canus canus Linnaeus, 1758
アイスランド・ブリテン諸島・白海で繁殖する
Larus canus brachyrhynchus Richardson, 1831 コカモメ
カナダ西部・アラスカ北部で繁殖する
外側から3枚目の初列風切先端に白い斑紋が入らない。
Larus canus kamtschatschensis Bonaparte, 1857 カモメ
シベリア南東部で繁殖する
外側から3枚目の初列風切先端に白い斑紋が入る。
Larus canus heinei Homeyer, 1853 ニシシベリアカモメ
ロシア西部からシベリア中部で繁殖する

## 生態
沿岸部や河口、干潟などに生息する。同科他種と混群を形成する事もある。
食性は雑食で、主に魚類やオキアミ、カニなど、陸地では穀類から果実など。
繁殖様式は卵生。集団繁殖地（コロニー）を形成する。沿岸部の岩礁や草原などに巣を作り、卵を産む。生後3年で成鳥羽に生え換わる。

## 名称
カモメを指す英語のmew、ドイツ語のMöwe、オランダ語のmeeuw等はゲルマン祖語*maiwazに遡るが、おそらく当時の借用語でありインド・ヨーロッパ祖語起源ではない。
中国語のōuに対する漢字表記「鴎（鷗）」は、発音を表す「区（區）」と意味を示す「鳥」からなる形声文字である。

## 画像

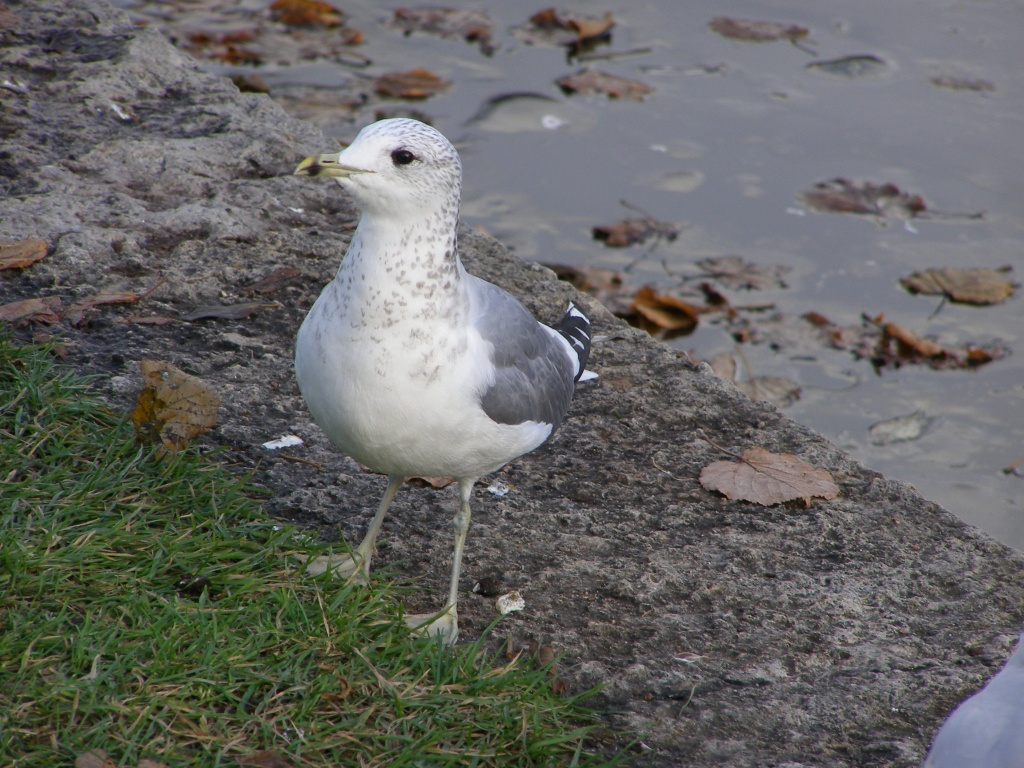
冬羽
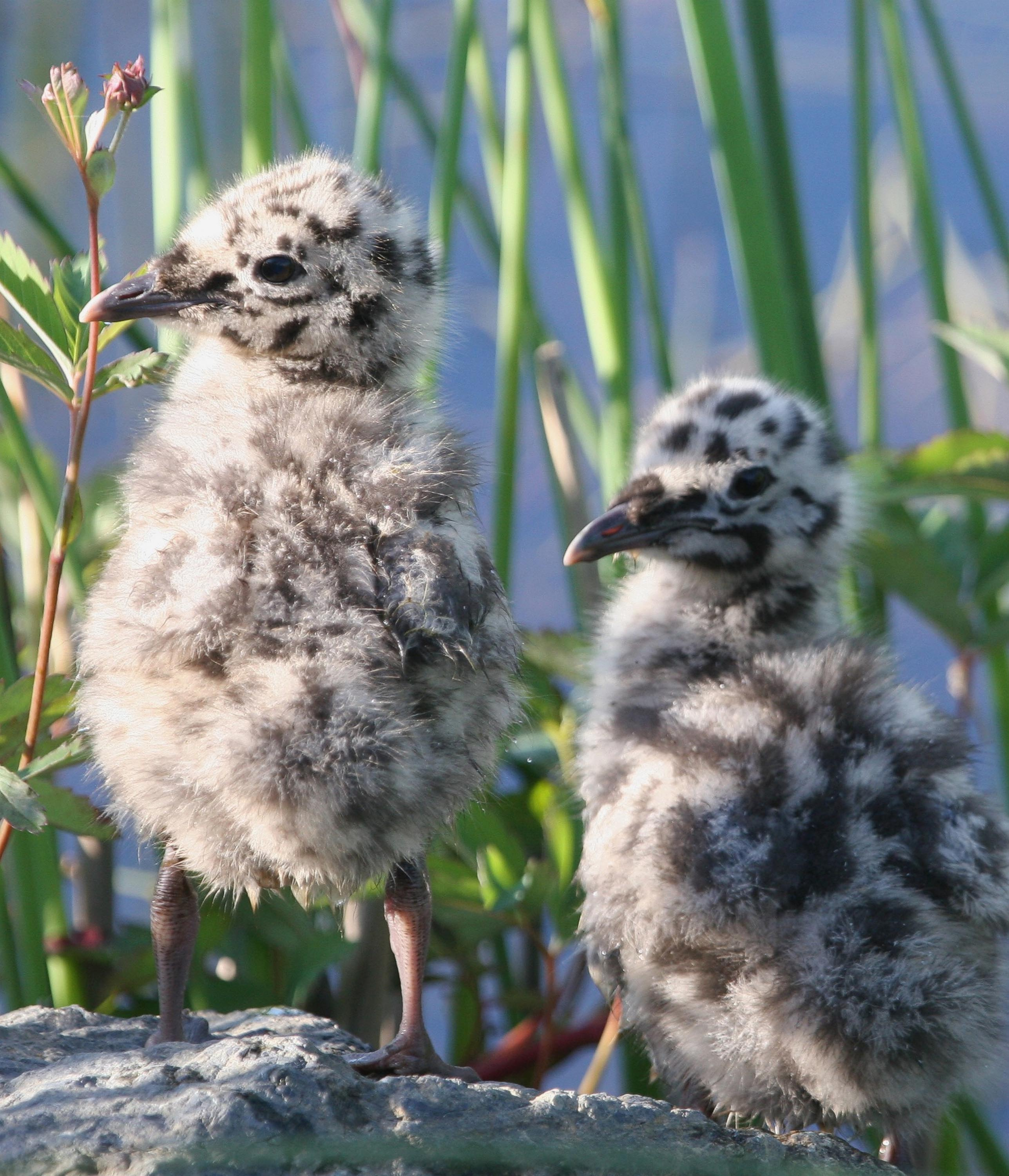
雛
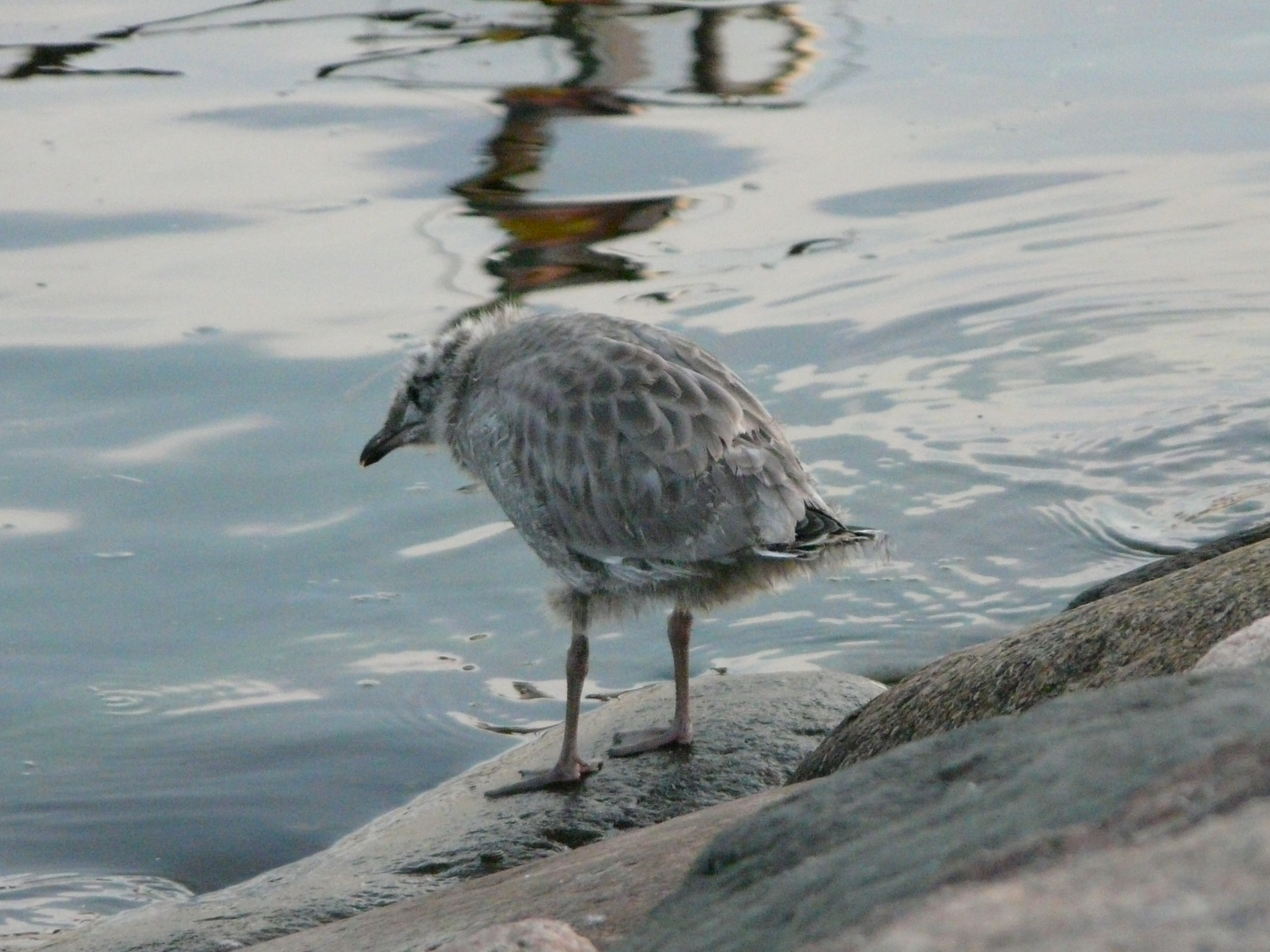
幼鳥
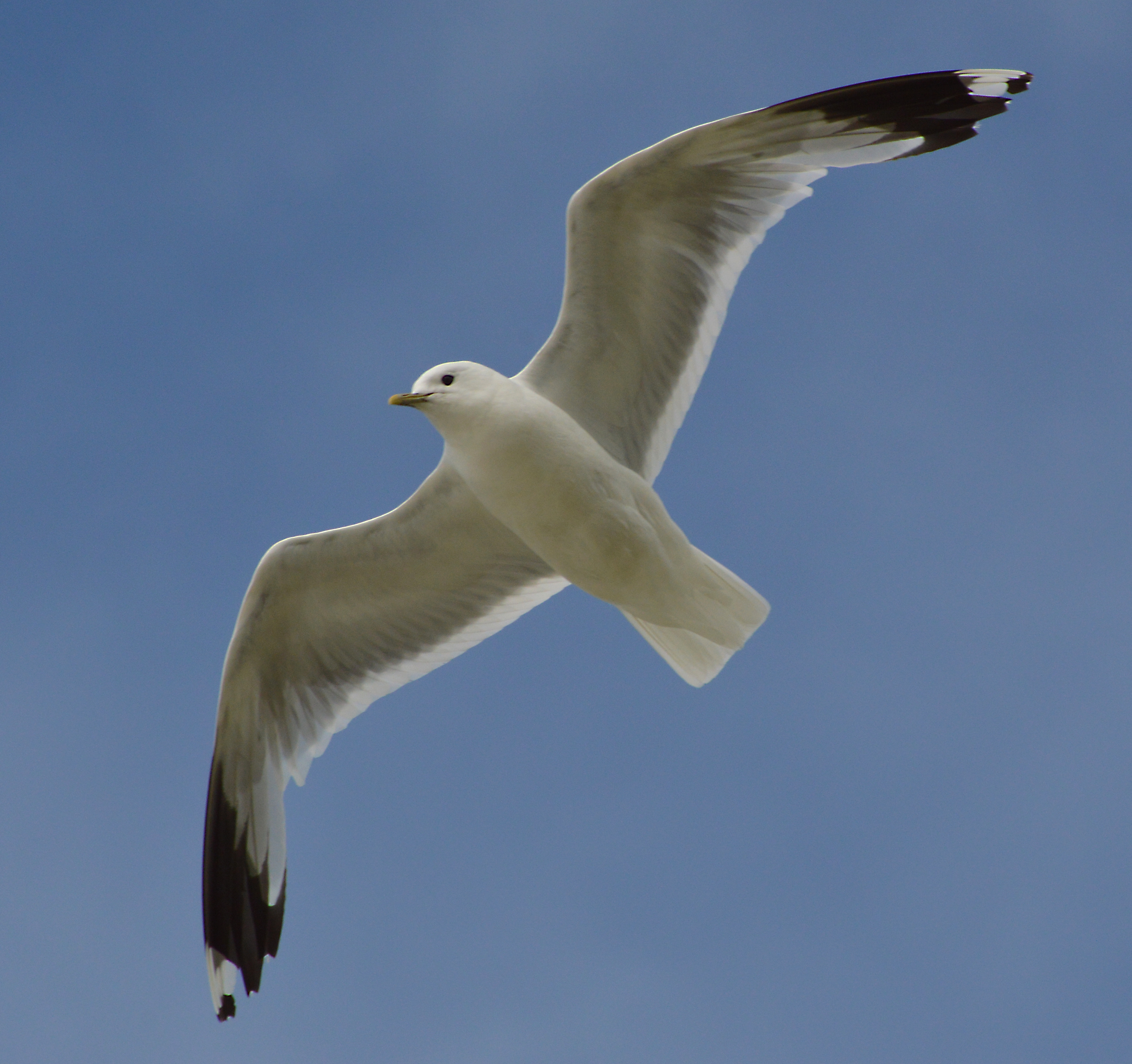
飛行中
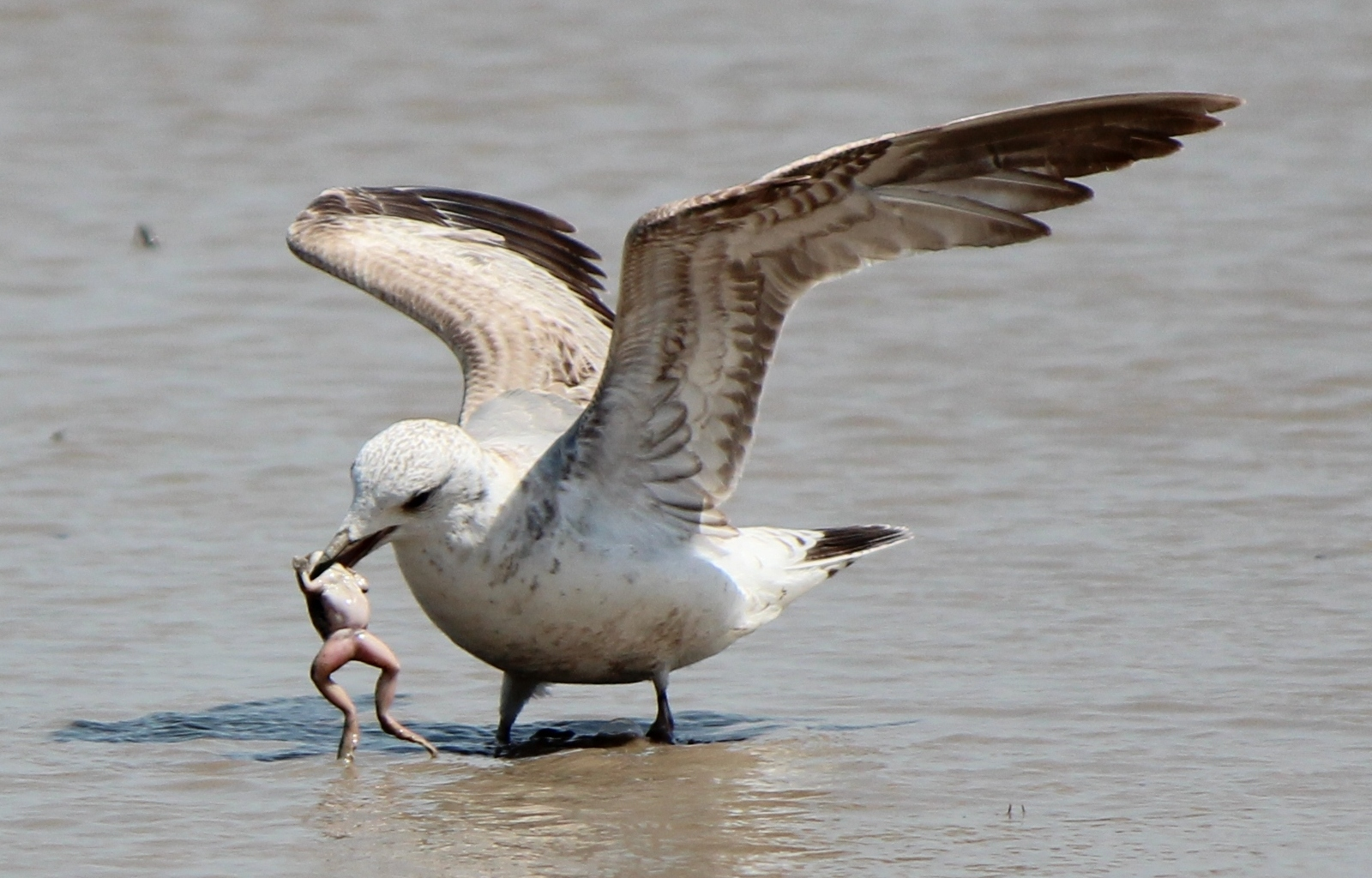
カエルを捕食
- カモメ、松島にて
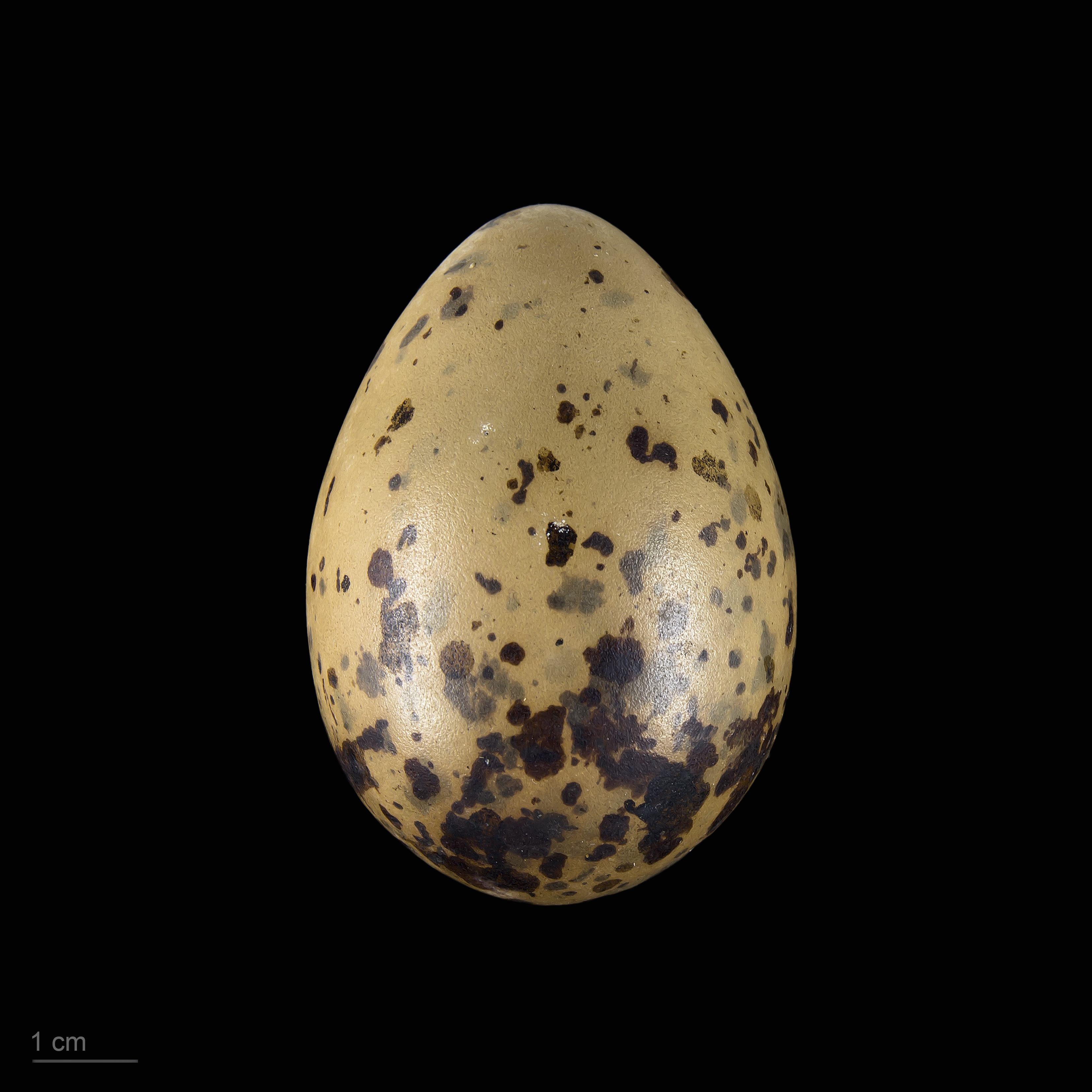
卵